# Кумкала
Кумкала (1, 2) — средневековое поселение. Расположена в 110 км к западу от города Кызылорда. В 1946—1948 годах исследована Хорезмской археолого-этнографической экспедицией (рук. С. П. Толстов). На территорий Кумкала-1 найдены несколько оборонительных башен, памятники. Кумкала-2 находится в 20—25 км к юго-западу от аула Акколка на левом берегу реки Жанадария. Исследована в 1980—1990 годы местными археологами (Л.Толстова, Т.Мамиев). Пригорок площадью 600×500 м. Первоначально было 4 ворот. Сохранились остатки башен, крепостной стены. Стены окружены рвом глубиной 2—2,5 м, ширина 15—20 м. Найденные материалы (кувшины, чаши, сосуды и др.) датируются XII—XIV вв.